# Pleß
Pleß település Németországban, azon belül Bajorországban. Lakosainak száma 923 fő (2023. december 31.).

## Népesség
A település népessége az elmúlt években az alábbi módon változott:
| Lakosok száma | 619  | 1024 | 708  | 705  | 823  | 841  | 833  | 861  | 902  | 923  |
|               | 1875 | 1950 | 1975 | 1987 | 2012 | 2014 | 2016 | 2017 | 2021 | 2023 |